# Saint-André-de-Cruzières
 Saint-André-de-Cruzières  là một xã ở tỉnh Ardèche, vùng Auvergne-Rhône-Alpes ở đông nam nước Pháp.